# Abbey Wood
Abbey Wood és un barri del districte de Greenwich de Londres, Anglaterra (Regne Unit). El barri pren el nom de Lesnes Abbey Woods, a l'est.